# My Thanks to You
My Thanks to You es el tercer álbum de estudio de la cantante estadounidense Connie Francis, publicado en agosto de 1959 a través de MGM Records.

## Antecedentes
Durante las sesiones, grabó dos versiones de "I'll Close My Eyes", escrita por Billy Reid y Buddy Kaye. Ambas grabaciones compartían los mismos arreglos orquestales pero con diferentes letras, siendo referidas como "American version" y "British version". La versión británica fue incluida en el álbum mientras que la versión estadounidense se mantuvo como una canción inédita hasta 1993.
Pero incluso con sencillos sofisticados como "My Happiness", Francis todavía era considerada una cantante de rock 'n' roll para ser aceptada una intérprete de material orientado a adultos, por lo tanto sus álbumes fallaron en posicionarse en las listas.

## Lista de canciones
Créditos adaptados desde las notas del álbum.
| Lado uno |                           |                                              |          |  |
| N.º      | Título                    | Escritor(es)                                 | Duración |  |
| 1.       | «My Thanks to You»        | Noel Gay, Norman Newell                      | 3:32     |  |
| 2.       | «The Bells of St. Mary's» | A. Emmett Adams, Douglas Furber              | 2:30     |  |
| 3.       | «A Garden in the Rain»    | Carroll Gibbons, James Dyrenforth            | 3:08     |  |
| 4.       | «Try a Little Tenderness» | Jimmy Campbell, Reg Connelly, Harry M. Woods | 3:50     |  |
| 5.       | «A Tree in the Meadow»    | Billy Reid                                   | 3:27     |  |
| 6.       | «Now Is the Hour»         | Maewa Kaihau, Clement Scott, Dorothy Stewart | 2:35     |  |

| Lado dos |                                           |                                        |          |  |
| N.º      | Título                                    | Escritor(es)                           | Duración |  |
| 1.       | «I'll Close My Eyes»                      | Reid, Buddy Kaye                       | 3:36     |  |
| 2.       | «The Very Thought of You»                 | Ray Noble                              | 3:47     |  |
| 3.       | «These Foolish Things (Remind Me of You)» | Eric Maschwitz, Jack Strachey          | 4:20     |  |
| 4.       | «Cruising Down the River»                 | Nell Tollerton, Eily Bendell           | 2:24     |  |
| 5.       | «The Gypsy»                               | Reid                                   | 3:00     |  |
| 6.       | «Goodnight, Sweetheart»                   | Noble, Campbell, Connelly, Rudy Vallée | 3:16     |  |